# نصيب (فلم هندي 1981)
نصيب (بالهندية: नसीब) (بالإنجليزية: Naseeb) هو فلم ماسالا هندي باللغة الهندية عام 1981 من إنتاج وإخراج منموهان ديساي، وتأليف قادر خان. إنه فيلم نموذجي لمانموهان ديساي من بطولة أميتاب باتشان، شاتروجان سينها، ريشي كابور، هيما ماليني، رينا روي، كيم في الأدوار الرئيسية وبران، بريم شوبرا، شاكتي كابور، قادر خان، أمجد خان، أمريش بوري في الأدوار الداعمة، إلى جانب جيفان في دور إيجابي صغير. الموسيقى من تأليف منموهان ديساي النظامية لاكسميكانت–بياريلال.

## الحبكة
نصيب، قصة القدر والمصير، تبدأ بتذكرة يانصيب. في عام 1961، يقرر رجل مخمور لا يستطيع دفع الفاتورة أن يبيع تذكرته إلى النادل، نامديو. يشتري نامديو هذه التذكرة مع أصدقائه الثلاثة دامو  وراغو وجاغي. باستخدام نظام سحب أعلى بطاقة لتحديد من يحتفظ بالتذكرة، يفوز جاجي، وتبقى التذكرة معه. عندما يتبين أن التذكرة هي الفائزة، يتحول دامو وراغو ضد الاثنين الآخرين، فيقتلان جاجي ويتهمان نامديو، ومع ذلك، يلتقط دامو صورة لراغو وهو يقتل جاجي. ينطلق نامديف هارباً، لكن راغو ودامو يتدخلان ويلقيان به من فوق جسر إلى النهر. من المفترض أن نامديف قد مات.
بعد عشرين عاماً في عام 1981 قام دامي وراغو باستخدام أموالهم اللوترية المسرقة لبناء فندق رائع وجني ملايين، وأصبحوا رجال أعمال ناجحين جداً. لقد استخدم دامو جزءًا من أمواله لإرسال ابنه الأصغر فيكي إلى المدرسة في إنجلترا. حتى أنهم وظفوا ابنه الأكبر لنامديف، جوني، صديق فيكي، كعامل في الفندق. بالصدفة أو بالقدر! يقع جوني و فيكي في حب نفس المغنية الجميلة، الآنسة أشة. جولي صديقة طفولية لفيكي التي هي في حب له، لكنه يراه فقط كصديق. عندما يكتشف جوني هذا، هو وجولي يضحون بحبهم لضمان أن فيكي وأشا يتعاونان في الوقت نفسه، وقع شقيق جوني الأصغر  في حب أخت أشا الأصغر، كيم. نامديف أظهر أنّه قد أنقذ من قبل شخص يدعى دون أرسل نامديف تحت التغطية للتحقيق في وفاة كيه. كيه بعد أن قتله دامو السيدة جومز ترينه و في حالة إثارة، تسقط من الحافلة وتصبح في حالة غياب الوعي راغو وأبناءه يخططون لقتل دامو و فيكي من أجل مكاسبهم المالية ابنه الأصغر أشك يطلق عليهم النار لكنهم ينجوون نامديف يقتل أشوك وفيكي ويمضيهم جوني يلاحقه نامديو يشتبك مع جوني و هو على وشك قتله بينما تعود السيدة جومز إلى الوعي و تكشف أن جوني. هو ابن نامديف كيم و أشة هي بنات جاججي الرجل الذي قتل منه نامديف
يواجه دامو راغو ويكشف عن الصورة التي التقطها له وهو يقتل جاجي. يتشاجر راغو مع دامو، وينتهي الأمر بقيام ابن راغو الأكبر، بريم، بدفعه من الشرفة، مما يؤدي إلى مقتله. قبل أن يموت، يكشف لساني أن دليل براءة نامديف موجود في مكان قريب. يجد ساني الصورة لكن راغو وابنه يحتجزانه تحت تهديد السلاح ويحرقان الدليل. نامديف وجوني وفيكي يأسرون أشوك، الابن الأصغر لراغو. نامديف وراغو يتبادلان أبنائهما في الفندق الدوار مع كشف ساني عن صورة أخرى لمقتل جاجي. لكن دون يحتجزهم كرهائن ويلتقط الصورة. يخبر نامديف أنه إذا اعترف بقتل جاجي فسوف يطلق سراحه لاحقًا. ويخبر راغو أيضًا أن رجاله سيطلقون النار على جوني وفيكي وساني عندما يعودون إلى المنزل. آشا وجولي وكيم يسمعون هذا. يحاول ابن دون، زابيسكو، قتلهم، بدافع الانتقام بسبب إغلاق فيكي للكازينو الخاص به في لندن. أشا وجولي وكيم يقتحمون المكان ويقومون بإسقاط زابيسكو. جوني وفيكي وساني يضربونه ويجبرونه على إخبار والده أنهم جميعًا ماتوا. في تلك الليلة، يذهبون إلى الفندق أثناء العرض، ويأخذون الصورة من دون ويسلمونها للشرطة. نامديف وجوني وفيكي وساني يقاتلون أعدائهم. أثناء قيامهم بذلك، اشتعلت النيران في الفندق وسقط زابيسكو وراغو ولقيا حتفهما. تمكن جوني وفيكي وساني من الهروب بصعوبة، وتم إثبات براءة نامديف. وينتهي الفيلم بامتلاك نامديف للفندق والسماح للرجل الذي باع لهم تذكرة اليانصيب الخاصة به بالحصول على طعام مجاني من الفندق إلى الأبد، وطلب منه ألا يبيع مصيره أبدًا.

## طاقم الممثلين
- أميتاب باتشان بدور جون جاني جاناردان (جوني)
- شاتروغان سينها بدور فيكرام (فيكي)
- ريشي كابور بدور صني
- هيما ماليني بدور آشا
- رينا روي بدور جولي
- كيم ياشبال بدور كيم
- بران بدور نامديف
- أمجد خان بدور دامودار "دامو"
- قادر خان بدور راغوفير "راغو"
- مينا راي بدور شانتي (والدة جوني)
- أوما خوسلا في دور سلمى (الأم المشمسة)
- الشامي بدور راكب الحافلة
- بريم شوبرا بدور بريم (الابن الأكبر لراغو)
- شاكتي كابور في دور أشوك (راغو الابن الأصغر)
- أمريش بوري بدور دون
- لاليتا باوار بدور السيدة جوميز (والدة جولي)
- يوسف خان بدور زابيسكو (ابن دون)
- جاغديش راج بدور جاجي (والد آشا وكيم)
- أوم شيفبوري بدور ك.ك.
- موكري بدور محبوب بهاي
- شوبها خوت بدور السيدة بريما (مديرة المدرسة)
- جيفان بدور البروفيسور بريم (مدير المدرسة)
- فيجو خوتي بدور رودريكس
- مانيك إيراني كمقاتل
- العصراني بنفسه (تصوير الإعلان مع آشا)
- سندر بدور الشيف
- بهاجوان دادا بصفته الشيف
- كيشتو موخيرجي كمدير إعلان
- ساتين كابو بصفته مالك تذكرة اليانصيب

## الموسيقى التصويرية
ألف جميع الأغاني بواسطة لاكسميكانت–بياريلال وكتب الكلمات أناند باكشي .
| أغنية                                                                        | مغني                                                              |
| ---------------------------------------------------------------------------- | ----------------------------------------------------------------- |
| "جون جاني جاناردان"                                                          | محمد رفيع                                                         |
| "تشال مير بهاي، تيري هاث جودتا هون، هاث جودتا هون، تيري باون بادتا هون"      | محمد رفيع، أميتاب باتشان، ريشي كابور                              |
| "رانج جاماكي جايينج، تشاكار تشاليك جايينج، جومكي، جومكي سابكو جوماكي جايينج" | كيشور كومار، محمد رفيع، شايليندرا سينغ، آشا بهوسل، أوشا مانغيشكار |
| "باكدو باكدو باكدو، جاكدو جاكدو جاكدو، ديخو جين نا باي"                      | كيشور كومار، أوشا مانغيشكار                                       |
| "ميري نصيب مين"                                                              | لاتا مانغيشكار                                                    |
| "زينداجي إمتيهان لتي هاي"                                                    | كامليش أواستي، أنور، سومان كاليانبور                              |

## شباك التذاكر
كان الفيلم "فيلمًا مربحًا على مر العصور"، وحصل على أعلى حكم الموجود في ذلك الوقت من مجلة شباك التذاكر تريد غايد بوليوود، وكان من بين تلك الأفلام النادرة التي تجاوزت 1 كرور لكل منطقة. لم يكن هناك سوى 13 من أصحاب أعلى أجر على الإطلاق (يتجاوزون كرور لكل إقليم) قبل عام 1984، وكان نصيب من بينهم.

## الجوائز والترشيحات
- جائزة فيلم فير لأفضل ممثلة – هيما ماليني – مرشحة

## روابط خارجية
- مقالات تستعمل روابط فنية بلا صلة مع ويكي بيانات